# Jerónimo del Castillo y Ventimiglia
Jerónimo del Castillo y Ventimiglia (Málaga, 5 de junio de 1693-Madrid, 1741) fue el VII marqués de Cropani y IV conde de Peñón de la Vega.
Nació en Málaga el 5 de junio de 1693, hijo de Francisco del Castillo y Fajardo, II marqués de Villadarias y de Paula de Ventimiglia y Rodríguez de Santisteban, II princesa de Santo Mauro de Nápoles, V marquesa de Cropani y II condesa de Peñón de la Vega.
Al fallecer su madre en 1721, su hermanastra Leonor Petronila de Lucena y Ventimiglia heredó el principado de Santo Mauro de Nápoles, mientras que su hermano Antonio heredó el marquesado de Cropani y el condado de Peñón de la Vega, además del marquesado de Villadarias que ya lo poseía desde el fallecimiento de su padre en 1716.
En 1740 falleció sin descendencia su hermano Antonio. El legítimo heredero era su hermano Francisco, obispo de Barcelona y más tarde de Jaén, quien rechazó los títulos dando paso a sus hermanos. Jerónimo y su hermano Juan Bautista se repartieron las posesiones quedando Jerónimo con el marquesado de Cropani y con el condado de Peñón de la Vega y Juan Bautista quedó con el marquesado de Villadarias.
Jerónimo fue vaballero de la Orden de Santiago y por un tiempo fue coronel de caballería en los Reales Ejércitos.
Hay indicios de que Jerónimo llegó a desposarse, pero se desconoce con quién. Falleció sin descendencia en 1741 a los 48 años. Tras su muerte, sus títulos pasaron a su hermano Juan Bautista, marqués de Villadarias.